# آلهة الحظ السبعة
آلهة الحظ السبعة (باليابانية: 七福神) تلفظ (شيتشي فوكوجين) هم سبعة آلهة حظ في الميثولوجيا اليابانية. وغالبًا ما تكون صور هذه الآلهة موضوعًا للوحات الحفر والفنون الأخرى.

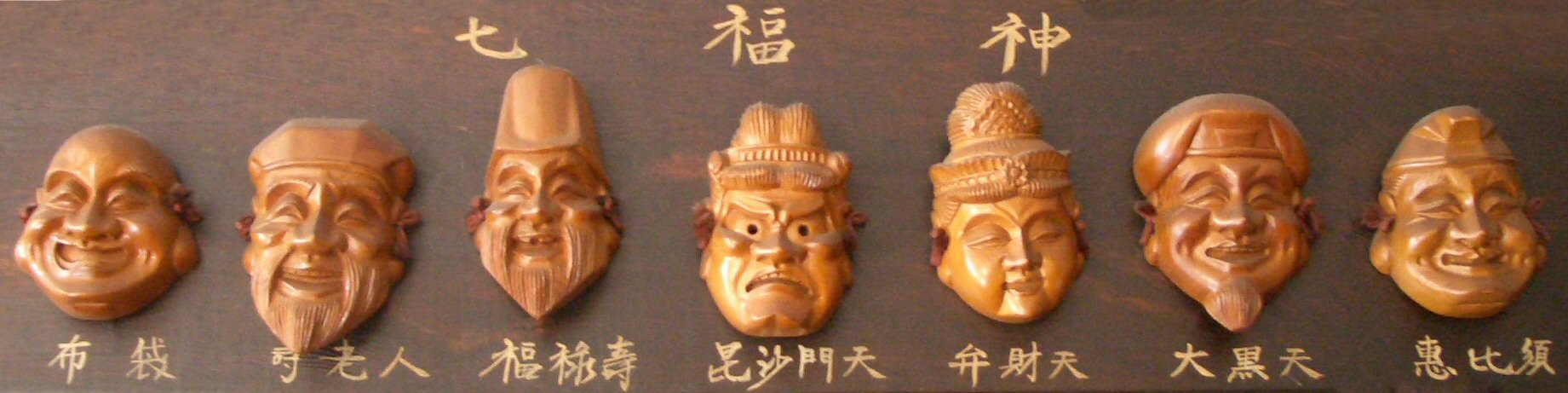
آلهة الحظ السبعة.

## آلهة الحظ السبعة
كل واحد من الآلهة له رمز معين على الشكل التالي:

### إبيسو (恵比須)
يُعتقد أنه من أصلٍ ياباني، هو إله الشنتو وراعي العمل، على وجه التحديد التجار والصيادين. عادة ما يصور وهو في الزي الياباني مع غطاء الرأس. هيئته بدينةٌ بعض الشيء، صيوان أذنيه طويلة وثخينة، وعادة ما يحمل في يمناه صنارة صيد في حين أن اليسرى تمسك بسمكة طازجة تعرف باسم - تاي (وهي إما أن تكون سمكة الشبوط، ذئب البحر، أو سمك أبو سيف) هذا بحد ذاته يرمز إلى الحظ الحسن، قد يكون بسبب الصيد الناجح.
إبيسو كثير الأبتسامة، وفي تقليدٍ لاحق تم تحديد إبيسو مع هيروكو، أول نسل للآلهة إيزاناجي وإيزانانمي.
حسب التقاليد اليابانية، يحتفل يوم إبيسو باسم ابيسو- كو سنوياً في العاشر من شهر أكتوبر.

### دايكوكوتين (大黒天)
من أصل ياباني أيضاً، هو إله الثروة والإزدهار، راعي المزارعين وزعيم شيشي فوكوجين. في يده اليمنى يحمل مطرقة الثروات التي يمكن أن تمنح الرغبات ويعلق حول كتفهِ حقيبة كبيرة. هو داكن البشرة، وعادة ما يقف أو يجلس فوق رطلين من الأرز. و كـ إبيسو، لديه جسدٌ كبير، مع أذنين كبيرتين ثخينتين. يرتدي قبعة مسطحة استثنائية تسمى بـ«دايكوكو زوكين». ويرتبط تقليدياً مع الإله الهندوسي شيفا والإله البوذي ماهاكالا.

### بيشامونتين (毘沙門天)
هو إله السعادة والحرب، هو راعي المحاربين وحامي الصالحين. بيشامونتين هو إله محارب غالبا ما يصور مرتديا دروع الأبطال. كان يعبد من قبل أمراء الحرب خلال فترة المقاطعات المتحاربة في اليابان (1467-1568). ولكن بيشامونتين لم يكن في الأصل إلها للحرب. فقد كان يُعتبر في الهند ملكا سماويا لديه القدرة على منح الكنوز. وما إن انتقلت عبادته إلى الصين حتى أصبح يُنظر إليه على أنه إله محارب. يحمل في يده اليسرى معبد الكنز أو ستوبا والذي يمثل تعاليم بوذا والثروات التي يمكن تحقيقها، وفي يمينه رمحا طويلا لدرء الشر. كان معبد شيغا (الذي تأسس في حقبة القرن السادس) مكرساً لشكره بعدما انتصر في واقعة شوتوكو تايشي.

### بينزايتين (弁才天)
من أصل هندوسي تعرف هناك بملاك (ساراسفاتي) و تعني «تدفق الماء»، الأنثى الوحيدة في المجموعة. هي آلهة الحب والتفكير. وعادة ما يتم تصويرها وهي تلعب بـ البيوا (آلة وترية كـ العود أو الإيتار)، أو في ركوب التنين (التنين البحري الذي تزوجته وفقاً لبعض التقاليد)، وبالتالي، أنتهت هجمات التنين على جزيرة اينوشيما. رسولها الخاص هو ثعبان أبيض، وغالباً ما ترتبط مع البحر حيث تقع العديد من الأضرح المخصصة لها هناك. بالنسبة للبوذيين، فهي الراعي للثروة والأدب والموسيقى، وهي أيضا تجسيد الأنوثة.

### فوكوروكوجين (福禄寿)
من أصل صيني ولكن اسمه الياباني (فوكو) يدل على السعادة (روكو) الثروة و(جو) طول العمر. ولذلك، فإنه يعرف باسم إله الحكمة والعمر المديد. تبعاً للتقاليد القديمة، يُقال انه عاش في صورة فتى بشري لمرةٍ واحدة كـ حكيم Taoist، له القدرة على بعث الموتى. أما مظهره الخارجي فيبدو قصيراً لكن مع جبين عريضٍ جداً.
يعتبر هذا الإله في الطاوية تأليها لـ "نانكيوكوسي" أو نجم القطب الجنوبي. وهو يجلب الحظ السعيد لإنجاب الأطفال، إلى جانب الرخاء والصحة وطول العمر. غالبا ما يصاحبه طائر كركي والذي يرمز لطول العمر. يخلط الناس في بعض الأحيان بينه وبين جوروجين، أو يقال إنهما توأمان. إحدى طرق التمييز بينهما تتمثل في الانتباه إلى نوع الحيوان الذي يقف إلى جانب كل منهما.

### هوتيه (布袋)
هو أيضا في الأصل من الصين، هوتي يمثل الادخار والعمل الخيري. ولعله هو الإله الذي يصور في ضوء غير مغري كحال باقي الآلهات السبع على أنه راهب أصلع، بل راهب بوذي أشعث المظهر، مع بطن كبير مكشوف، وشحمات أذنين كبيرة منتفخة. ومع ذلك، دائما يحيط بالأطفال وتعلو ضحكاته الأرجاء. لعلهُ الإله السعيد الوحيد في المجموعة، لهذا السبب لقبه الصينيون بـ «البوذا الضاحك».
هوتيي هو الوحيد من بين آلهة الحظ السبعة الذي كان موجودا بالفعل كشخص. وأصله هو راهب بوذي صيني اسمه بوداي عاش في القرن العاشر تقريبا ويقال إنه كان يتجول نصف عارٍ في البلدات حيث كان يتنبأ بأرزاق الناس. يمكن أيضا قراءة الأحرف الصينية الخاصة باسمه 布袋 بلفظ "نونوبوكورو" والذي يعني حرفيا "كيسا قماشيا"، وغالبا ما يظهر وهو يحمل كيسا كبيرا يستل منه الأرز والحلويات ليمنحها للفقراء وللأطفال. تمثل المروحة التي يحملها في يده اليمنى قدرته على تلبية الرغبات. وهذه الشخصية تجلب السعادة بصورة الضحك، والوئام للمتزوجين.

### جوروجين (寿老人)
هو أيضا من أصل صيني، وكذلك هو إله طول العمر والحكمة. فإنه عادة ما يكون برفقه حيوان الأيل، يحمل عصا طويلة مربوطة بـ لفافة يقال أنها تحتوي على كل الحكمة من العالم. مثل فوكوروكوجو، تقول الأسطورة أنه عاش مرة واحدة على الأرض كحكيم طاوي Taoist sage. ويمثل أيضا كرجل عجوز ذو لحية بيضاء يرتدي كوفية رجل دين (غطاء الرأس).
جميع هذه الآلهة تم نقلها من الصين (أساس بعضها من الهند) عدا إبيسو.
تقول الأسطورة أن الآلهة السبعة يبحرون على سفينة اسمها تاكارافونه (باليابانية: 宝船) وتعني «سفينة الكنز». تصل هذه السفينة في كل رأس سنة جديدة إلى مدينة وتوزع هدايا على الناس الذين يستحقون ذلك. غالبًا مايتلقى الأطفال مغلفات حمراء مرسوم عليها التاكارافونه محمل عليها هدايا السنة الجديدة. يوجد الكثير من الأعمال التي تصور التاكارافونه مع ركابها من الآلهة السبعة.

## معرض صور

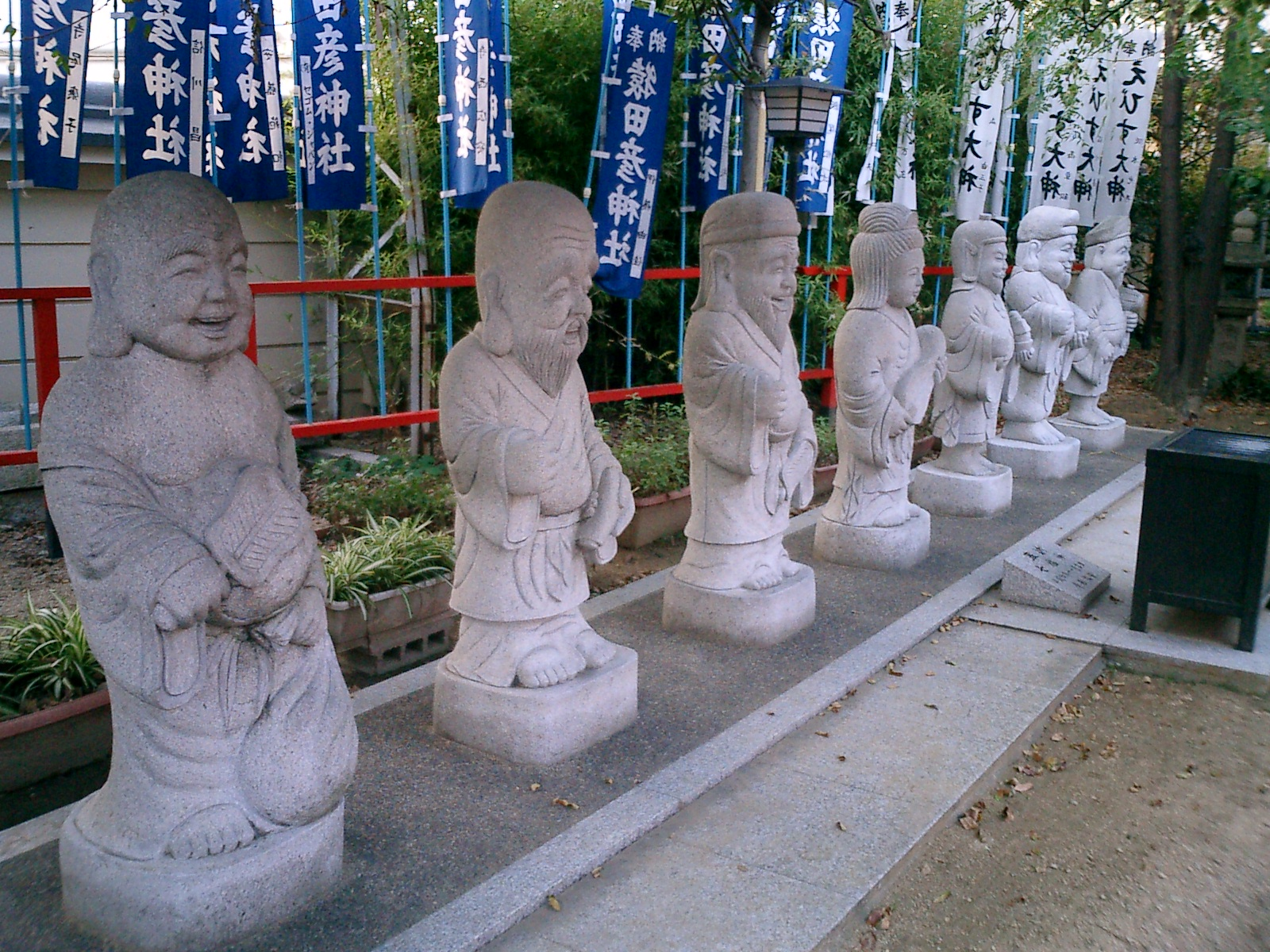
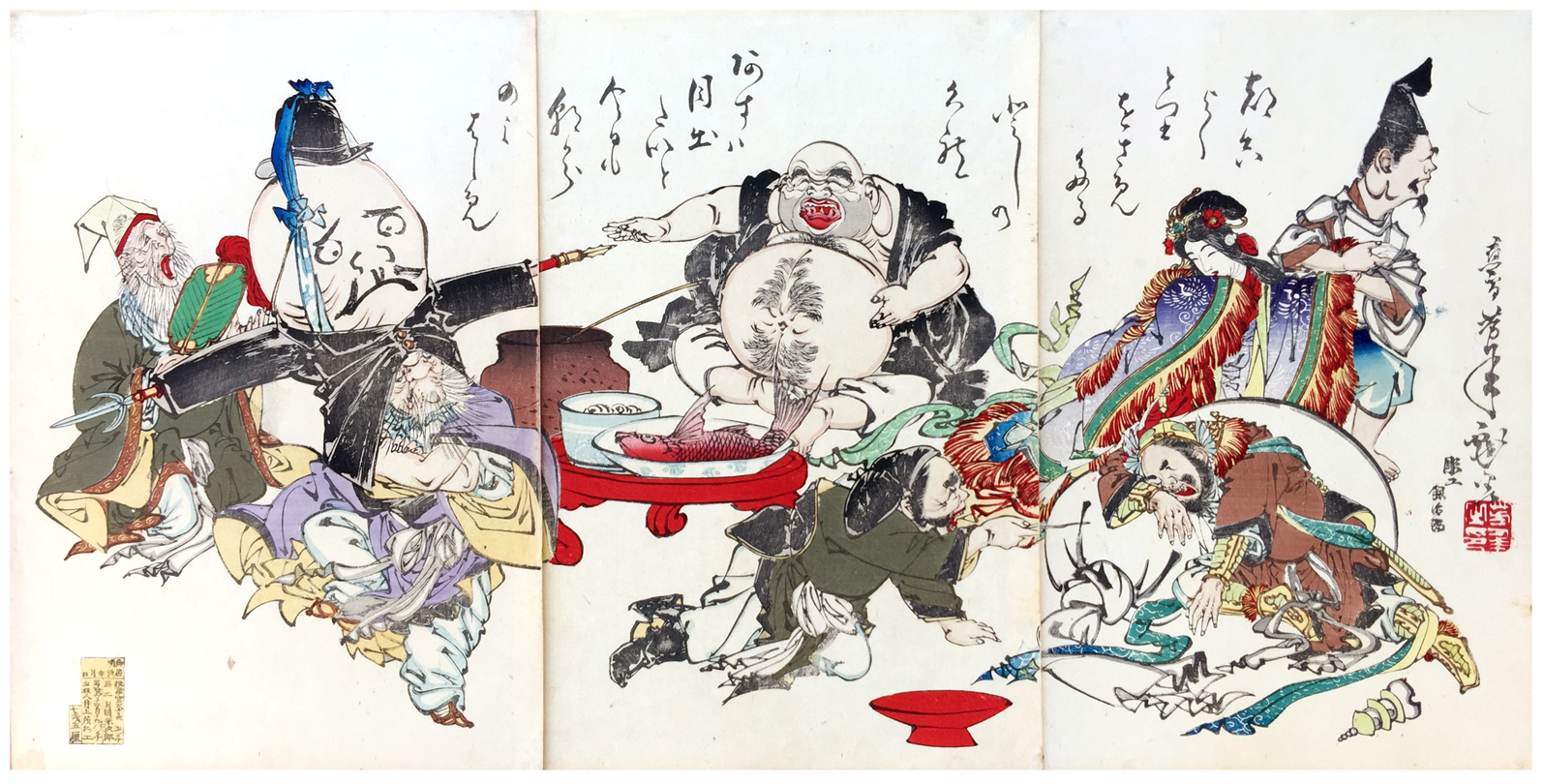
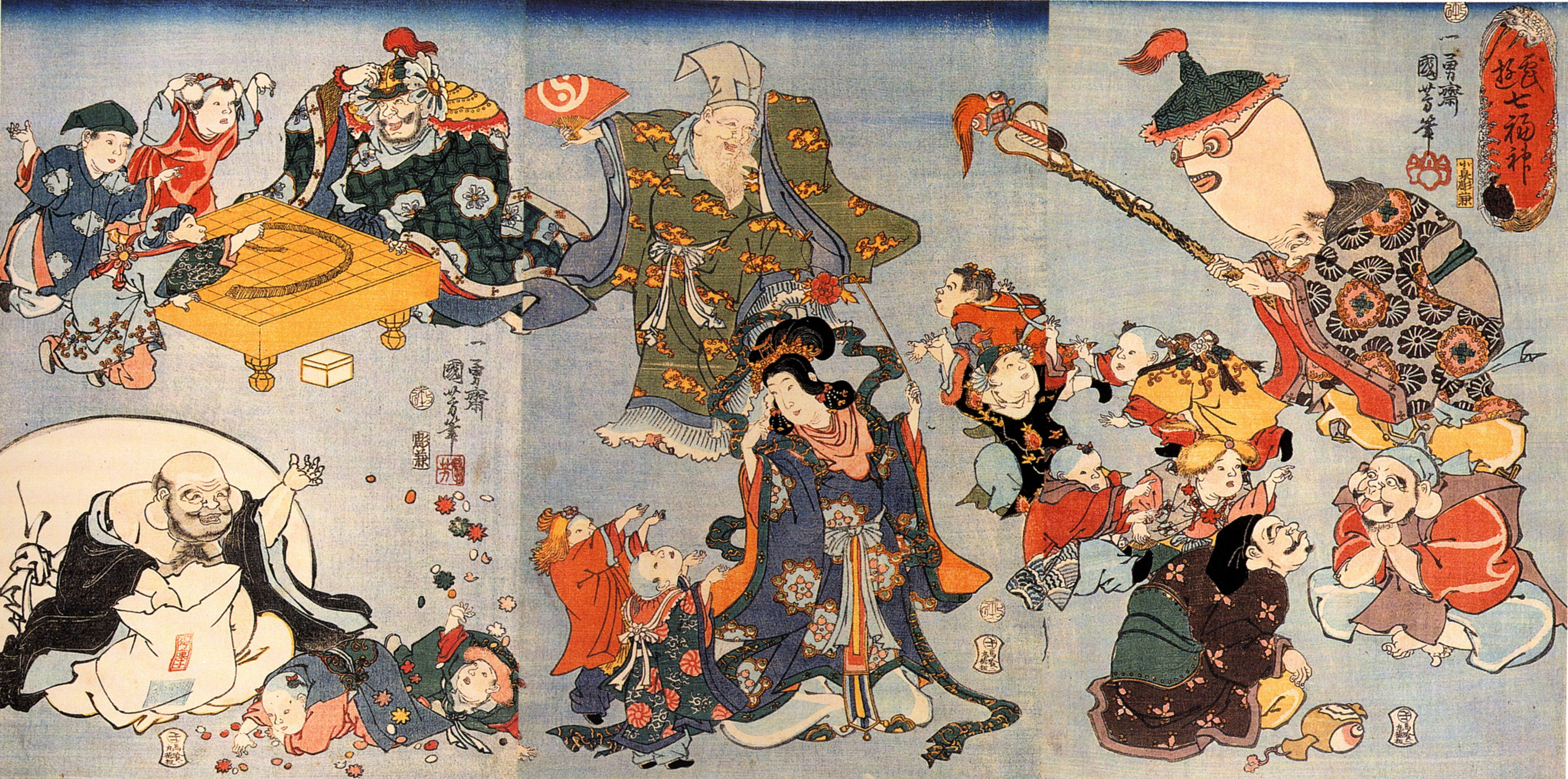